# Pro-Musica-Plakette

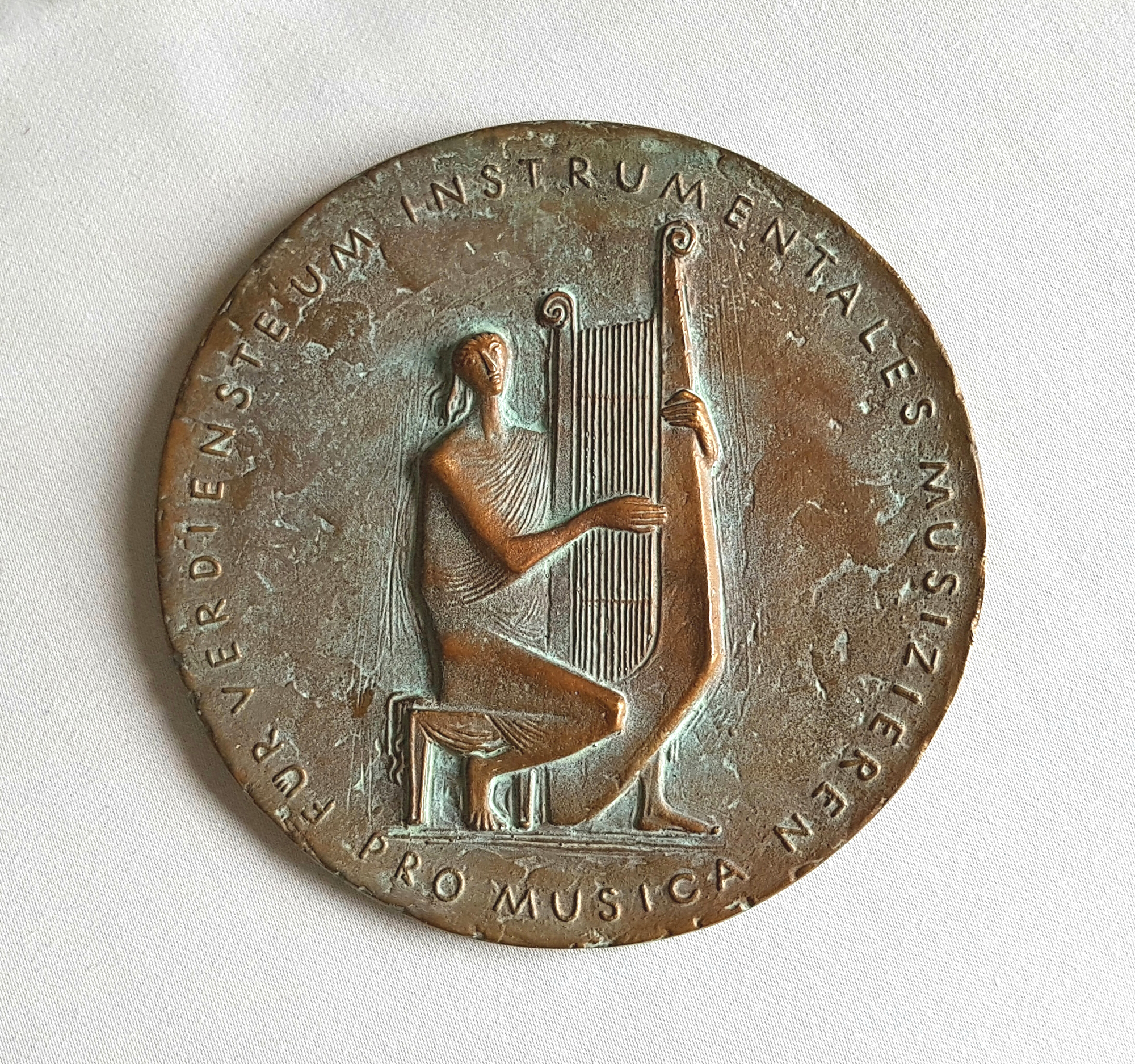
Pro-Musica-Plakette (Avers)

Die Pro-Musica-Plakette (Eigenschreibweise auch PRO MUSICA-Plakette) ist ein Ehrenzeichen der Bundesrepublik Deutschland für instrumentales Musizieren, die seit 1968 aus Anlass des 100-jährigen Bestehens einer Musikvereinigung vom Bundespräsidenten verliehen wird.

## Geschichte
Die Pro-Musica-Plakette wurde 1968 durch Bundespräsident Heinrich Lübke gestiftet. Seit 1971 ist es Tradition, die Ehrung der auszuzeichnenden Musikvereinigungen in einem zentralen Festakt jeweils am Wochenende zum Sonntag Laetare – drei Wochen vor Ostern – zu begehen. Der Ort wechselt dabei.

„Die Pro Musica-Plakette wird Vereinigungen von Musikliebhabern verliehen, die sich in langjährigem Wirken besondere Verdienste um die Pflege des instrumentalen Musizierens, und damit um die Förderung des kulturellen Lebens, erworben haben. Die Plakette ist eine nicht tragbare Auszeichnung und […] wird durch den Bundespräsidenten aus Anlass des 100-jährigen Bestehens einer Musikvereinigung auf deren Antrag verliehen. Voraussetzung für die Verleihung ist der Nachweis, dass sich die Musikvereinigung in ernster und erfolgreicher musikalischer Arbeit der Pflege der instrumentalen Musik gewidmet und im Rahmen der örtlich gegebenen Verhältnisse künstlerische oder volksbildende Verdienste erworben hat. Die Verleihung der Plakette erfolgt auf Vorschlag des zuständigen Landeskultusministers auf Grund der Stellungnahme eines Empfehlungsausschusses. Dieser Vorschlag wird dem Bundespräsidenten durch den Bundesminister des Innern vorgelegt […] Der Antrag auf Verleihung ist mindestens sechs Monate vor dem Jubiläum schriftlich an den Empfehlungsausschuss zu richten. Dem Antrag sind beizufügen Nachweise über die Gründungszeit, Konzertprogramme von Konzerten, einschlägige Presseberichte, Festschriften vergangener Jubiläumsfeiern, Unterlagen über besondere Leistungen in früherer Zeit, sowie eine Bescheinigung der Stadt oder des Landkreises über die kulturelle Betätigung der Musikvereinigung und ihre Verdienste um das instrumentale Musizieren. […] Die Überreichung der Urkunde und der Ehrenplakette erfolgt durch die amtliche Vertretung der Bundesrepublik Deutschland in dem betreffenden Land.“

Bis Mai 2023 wurde die Pro-Musica-Plakette bundesweit an insgesamt 2268 Orchester und Instrumentalensembles verliehen.

## Plakette
Die Ehrenzeichen ist eine kreisförmige Bronzeplakette mit 16 cm Durchmesser. Der Avers zeigt „eine Musizierende mit Lyra und die Inschrift ‚Für Verdienste um instrumentales Musizieren – PRO MUSICA‘. Die Rückseite zeigt den Bundesadler.“ Die Plakette wird zusammen mit einer Urkunde überreicht.

## Ähnliche Ehrenzeichen
- Die Zelter-Plakette wurde 1956 als staatliche Auszeichnung von Bundespräsident Theodor Heuss gestiftet, um Chorvereinigungen auszuzeichnen, die sich um die Chormusik und das Volkslied verdient gemacht haben.
- Die Conradin-Kreutzer-Tafel wird in Baden-Württemberg seit 1998 an Amateurchöre und Liebhaberorchester verliehen, die seit mindestens 150 Jahren aktiv wirken.